# 劉聡
劉 聡（りゅう そう）は、五胡十六国時代の前趙の第3代皇帝。字は玄明。別名を劉載という。新興郡（現在の山西省忻州市）の出身。光文帝劉淵の四男である。
母は側室の張夫人（後に光献皇后に追尊された）。兄に劉和・劉恭、弟に劉裕・劉隆・劉乂がいる（劉恭以外は異母兄弟）。長兄の劉和を殺害して帝位を継ぐと、八王の乱と異民族の流入により疲弊した西晋を滅ぼし（永嘉の乱）、華北に覇を唱えた。その一方、次第に女色に耽って政治を顧みなくなり、数多くの忠臣を殺害して佞臣を重用した。これにより大いに国力を疲弊させ、漢帝国崩壊の原因を作った。

## 生涯

### 魏・晋の時代
幼い頃から聡明で学問を好み、教育に当たっていた博士朱紀からはただ者ではないと称賛された。
14歳になると、経史（経書・史書）・諸子百家の学問・孫武・呉起の兵法に精通するようになり、これらで暗誦出来ないものは無かった。文章の才能もあり、草書・隷書を巧みにこなした。著述した懐詩（自らの心情を表す詩）は100篇を越え、賦や頌（詩経の分類）は50篇を越えた。
15歳の時には武芸を習うようになった。非常に長い腕を持っていた事から特に弓術に秀で、300斤の弓を扱うことが出来た。その逞しさと俊敏さは当時並ぶものがいない程であった。魏晋王朝の重臣であり、父劉淵の親友でもある王渾は、劉聡と会うなり大いに喜び、劉淵へ「この子の力は私には測りしれぬ」と語ったという。
20歳になると洛陽へ遊学し、多くの名士と交流を深め、朝廷の第一人者である楽広・張華より大いに評価された。
後に新興郡太守郭頤より招聘を受け、その主簿となった。郭頤からは良将（孝廉を始めとする察挙科目の一つ）として推挙され、驍騎別部司馬に取り立てられた。さらに昇進して右部都尉となると、民百姓をよく慰撫して受け入れ、五部匈奴の豪族で従わないものはいなかった（当時、匈奴の諸部族は魏晋王朝に服属して并州領内に居住しており、左部・右部・南部・北部・中部の五つに分けられていた。これを五部匈奴という）。
やがて朝廷の権力者である河間王司馬顒の上表により、赤沙中郎将に任じられた。
当時、父の劉淵は鄴を統治する成都王司馬穎に仕えていたが、晋国内では政変による功臣粛清が相次いでいたので、劉聡は劉淵もまた司馬穎に殺されるのではないかと不安になった。その為、彼は司馬顒の下から離反し、父のいる鄴へ移った。司馬穎からは右積弩将軍・参前鋒戦事に任じられ、軍の前鋒となって戦争に参与した。
304年8月、右賢王に立てられた。劉淵が司馬穎から離反して郷里に帰還すると、劉聡もこれにつき従った。匈奴の根拠地である左国城に到着すると、劉淵は従祖の劉宣らより上大単于の称号を授かり、劉聡もまた改めて鹿蠡王とされた。

### 劉淵の時代
同年10月、劉淵が西晋から自立し、漢王朝を樹立した。後に劉聡は撫軍将軍に任じられた。
308年1月、劉淵の命により、劉聡は他の将軍10人と共に各地の対抗勢力の討伐を委ねられ、南へ向かって太行山に拠点を構えた。
5月、劉聡は河東において西晋の将軍北宮純らと争ったが、これに敗れた。
10月、劉淵が皇帝位に即くと、11月に劉聡は車騎大将軍に任じられた。さらに12月には楚王に封じられた。
309年4月頃、征東大将軍王弥・前鋒都督石勒と共に壷関へ侵攻した。西晋の并州刺史劉琨は将軍黄粛・韓述に救援を命じたが、劉聡は西澗において韓述軍を撃破し、その首級を挙げた。石勒もまた封田において黄粛を討ち取った。東海王司馬越は淮南内史王曠・将軍施融・曹超を派遣して劉聡を防がせた。劉聡は太行山を越えた所で敵軍と遭遇すると、長平一帯で交戦となったが、これに大勝して施融・曹超を戦死させた。劉聡は遂に屯留・長子を攻略し、討ち取るか捕縛した数は1万9000人を越えた。これにより上党郡太守龐淳は戦意を喪失し、壷関ごと漢軍に降伏した。
同時期、劉琨が新興郡に割拠している匈奴鉄弗部の劉虎討伐に向かうと、劉聡はその隙を突いて兵を繰り出し、劉琨の本拠地晋陽を襲撃したが、攻略できなかった。
8月、王弥と共に西晋の首都洛陽攻略に向かった。司馬越は平北将軍曹武・宋抽・彭黙らに迎撃させたが、劉聡らはいずれも返り討ちにした。進軍を続けて宜陽まで到ると、平昌公司馬模は将軍淳于定・呂毅らを、長安から劉聡討伐に向かわせたが、劉聡はこれも撃退した。だが、この連勝により劉聡は驕ってしまい、防備を怠るようになった。9月、弘農郡太守垣延が偽って投降を持ち掛けると、劉聡はこれを信用して陣営に迎え入れた。だが、垣延は夜を待って奇襲を仕掛けたので、劉聡は大敗を喫してしまい、軍を帰還させた。劉淵は白服（喪服）を着て劉聡を迎えたという。
10月、王弥・始安王劉曜・汝陰王劉景らと共に精騎5万を率いて再び洛陽攻略に向かい、大司空呼延翼が後詰となった。劉聡らが宜陽まで進出すると、晋朝廷は漢軍を二月前に撃退したばかりであったので、再び襲来するとは思っておらず、大いに震えあがった。劉聡らは河南において晋軍を打ち破ると、大きな抵抗も受けずに洛陽城下まで進軍し、西明門の前に屯営した。その夜、涼州の将軍北宮純は勇士1000人余りを率い、護軍賈胤と共に夜襲を掛けた。大夏門において両軍は交戦となったが、配下の将軍呼延顥が討ち取られた事により軍は崩れ、劉聡は南方の洛水に軍を後退させた。だが、呼延翼もまた部下の反逆により殺されると、軍は総崩れとなり、劉聡はさらに後退を余儀なくされた。
劉淵は敗戦を聞くと、勅書を出して劉聡に退却を命じた。だが、劉聡は晋軍の脆弱さを主張し、呼延顥・呼延翼が戦死した程度で退却するべきではないと訴え、攻撃続行を固く要請したので、劉淵はこれを許した。司馬越は籠城して守りを固めた。
劉聡は宣陽門に進駐すると、劉曜は上東門に、王弥は広陽門に、劉景は大夏門そにそれぞれ駐屯した。劉聡は嵩山に登って神に勝利を祈願し、平晋将軍劉厲・冠軍将軍呼延朗に軍を統率させ、留守を委ねた。
司馬越の参軍孫詢は敵本陣に劉聡が不在であることを知ると、司馬越へ漢軍を奇襲するよう勧めた。司馬越はこれに同意し、参軍孫詢・将軍丘光・楼裒らに勇士3000人を与えて攻撃を命じた。孫詢らは宣陽門から出撃して漢軍を撃ち破ると、呼延朗の首級を挙げた。劉聡はこの報告を聞くと急いで戻ったが、劉厲は劉聡に処罰されることを恐れて入水自殺した。
これを受けて王弥は劉聡へ「今やすでに軍に利はありません。洛陽の守備も堅く、輜重部隊は陝にあって糧食は数日と持ちません。殿下は龍驤（龍驤将軍劉曜）と共に平陽に帰還するべきです。糧を準備して兵を養い、後にまた挙兵しましょう。下官（王弥）もまた兵を収め糧を蓄え、兗・豫の地で命を待ちます。これが最良と考えます」と進言した。劉聡は以前に命令を拒んでまで洛陽攻撃を継続した手前、決断を下す事が出来なかったが、劉淵が黄門郎傅詢らを派遣して再度帰還を促すと、遂に帰還を決断した。11月、劉曜と共に平陽を帰還した。
12月、大司徒に任じられた。
310年7月、龍驤大将軍劉曜・鎮軍将軍石勒・安北大将軍趙固・平北大将軍王桑と共に河内へ侵攻し、河内郡太守裴整の守る懐城を包囲した。やがて西晋の征虜将軍宋抽・冠軍将軍梁巨が救援に到来するも、石勒・王桑らが長陵において返り討ちにし、河内の民は裴整を捕らえて降伏した。
同月、劉淵は病床に伏すようになると、劉聡は大司馬・大単于・録尚書事に任じられ、後事を託された。平陽の西には単于台（胡人の統治を管轄する官署）が設置され、大単于である劉聡がその長官となった。

### 劉和殺害
8月、劉淵がこの世を去り、長兄である劉和が帝位を継承した。劉和はもともと猜疑心が強い人物であり、西昌王劉鋭・宗正呼延攸・侍中劉乗に唆された事もあり、強大な軍権を掌握していた劉聡と北海王劉乂・魯王劉隆・斉王劉裕ら兄弟の謀反を疑うようになり（劉聡は大単于として10万の胡人を統べる立場にあり、劉乂・劉隆・劉裕は宮中の兵を領していた）、呼延攸らと結託して彼らを排除しようと画策した。
劉和は時機を見図らって決起し、劉鋭・馬景には単于台にいる劉聡の攻撃を命じた。さらに、他の諸将にもそれぞれ劉乂・劉隆・劉裕を攻撃させたが、劉乂攻撃を命じられていた尚書田密と武衛将軍劉璿は寝返って劉乂に帰順した。その為、劉乂は彼らと共に関所の守備兵を殺して劉聡の下に奔ると、事前に計画を全て漏らしてしまった。その為、劉聡は防備を整えて劉鋭の大軍を待ち構えた。劉鋭は劉聡の陣に備えがあるのを見ると、軍を返して呼延攸・劉乗らと合流し、劉裕・劉隆の攻撃に参加した。彼らは二日の内に劉裕と劉隆を破り、その首級を挙げた。
その翌日、劉聡は攻勢に転じて西明門を攻撃すると、これを陥落させた。驚いた劉鋭らは南宮に逃げ込んだが、劉聡の前鋒部隊がこれを追いかけた。翌日、劉聡軍は光極西室にいる劉和を捕らえ、妻子ともどもそのまま処刑した。劉乗・劉鋭・呼延攸らもまた捕縛し、市街において晒し首とした。

### 皇帝即位
劉和の死後、群臣は劉聡に帝位につくよう勧めたが、劉聡自身は側室である張夫人の子であり、末弟の劉乂が正室である単皇后の子であったので、劉聡は彼に位を譲ろうと考えた。だが、劉乂と公卿らは涙を流して劉聡に即位するよう懇願したので、彼は長らく熟考した末に即位を受け入れて「乂（劉乂）と群公は、天下が未だ平定されておらず災いが多いことから、年長である私を推戴した。これは国家の大事であるから、私も従わざるを得ない。だから、魯の隠公のように乂が成人するのを待ち、彼に皇帝位を譲ろうと思う」と宣言し、皇帝の座に即いた。領内に大赦を下して光興と改元し、嫡母である単皇后を貴んで皇太后に立て、劉聡の生母である張夫人を帝太后に立て、劉乂を皇太弟に立てると共に大単于・大司徒に任じた。また、妻の呼延氏を皇后に立て、その子である劉粲を河内王に封じると共に使持節・撫軍大将軍・都督中外諸軍事に任じ、庶長子の劉易を河間王に、劉翼を彭城王に、劉悝を高平王にそれぞれ封じた。さらに、石勒を并州刺史に任じ、汲郡公に封じた。
当時、略陽郡臨渭県の氐族酋長である蒲洪は多数の氐人を帰服させていたので、劉聡は使者を派遣して蒲洪を平遠将軍に任じる旨を告げ、その勢力を取りこもうと考えたが、蒲洪はこれを受けずに護氐校尉・秦州刺史・略陽公を自称した。
9月、劉淵を永光陵へ葬り、諡号を光文皇帝、廟号を高祖とした。
劉淵の次男は劉恭といい、劉聡の同母兄に当たった。だが、劉聡は自ら序列を越えて即位し、さらに末弟の劉乂を皇太弟に立てていたので、劉恭に対し負い目があった。次第に彼の存在を疎ましく思うようになり、劉恭の就寝中を見計らい、刺客を派遣して壁の隙間から彼を刺し殺してしまった。張夫人（劉恭・劉聡の生母）は劉恭の死を聞き、衝撃の余り病を患ったという。
単夫人（劉淵の正室）は容姿端麗であったため、劉聡は彼女を自らの後宮に入れた。匈奴の風習では父が死んだ際、父の妻妾（実母は除く）を子が娶ることを許されていたが、漢族の文化では父の妻妾を息子が娶ることは、実母との近親相姦に匹敵する不道徳と見なされていた。そのために、劉乂は何度も母と兄に交わるのを止めるよう諌め、単氏は思い悩んだ末に自殺した。劉聡は彼女の死を大いに嘆き悲しみ、これ以降、劉乂への寵愛が衰えたが、単氏を追慕して劉乂の皇太弟位は継続された。
劉粲の生母の呼延皇后は劉聡に対し「父が死ぬとその子が受け継ぐというのが、古今からの常道です。陛下は高祖（劉淵）の国を継承したというのに、どうして皇太弟などがいるのでしょうか。陛下が逝去されて百年も経てば、きっと粲（劉粲）の末裔は皆殺しとなっていますよ」と述べ、劉粲を皇太子の座に据えるよう請うた。劉聡は「朕もその事については憂慮している。もう少し待ち、よく考えてから答えを出そう」となだめたが、呼延皇后は「これを放置しておくと、大事になります。粲たち兄弟が成長して行くのを見て、皇太弟はどう思うでしょうか。きっと、自分の将来が不安になり、異心を抱くに決まっています。万が一、彼が小人と交流があるならば、私たちとの溝はさらに大きくなることでしょう。その事変は、今日にも起こるかもしれませんよ」と強く進言した。劉聡は取り合わなかったものの、内心これに同意するものがあったという。
10月、宗族である匈奴鉄弗部の劉虎を楼煩公に封じた。また、司空劉景を大司馬に、左光禄劉殷を大司徒に、右光禄王育を大司空に任じた。

### 洛陽攻略
同月、劉粲と征東将軍王弥・龍驤将軍劉曜らに4万の兵を与え、洛陽攻略に向かわせた。鎮軍将軍石勒もまた騎兵2万を率いて大陽で合流した。劉粲らは監軍裴邈を澠池で破り、進軍を続けて洛川に入った。その後、轘轅を出て梁国・陳留・汝南・潁川一帯を攻め、砦百余りを陥落させた。石勒は成皋関を越えると、倉垣に進んで陳留郡太守の王讃を包囲したが、敗れて文石津まで撤退した。
311年4月、病死した東海王司馬越の棺を守り、山東に向かっていた王衍率いる晋軍10万余りを、石勒が壊滅させた。趙固と王桑は彭城を攻めて徐州刺史の裴盾を殺した。
5月、石勒の勝利を好機と見た劉聡は、衛尉の呼延晏を使持節・前鋒大都督・前軍大将軍に任じ、禁兵2万7000を授けて宜陽から洛川に入らせた。さらに、王弥・劉曜・石勒に軍を進めて呼延晏と合流するよう命じた。呼延晏が河南へ侵攻すると、晋軍に連勝して3万人を斬った。洛陽攻撃に入ると、平昌門を陥落させ、東陽門・宜陽門と諸々の役所に火を放った。さらに河南尹の劉黙を杜門において撃ち破った。懐帝は河を渡って東へ逃れようとしたが、呼延晏が阻んだ。
6月、王弥・劉曜が到着すると、再び呼延晏ともに洛陽を包囲した。この時、洛陽城下では酷い食料不足となっており、人が互いに食い合う程であった。百官は離散して、誰も守り抜こうという意志がなかった。王弥・呼延晏は宜陽門を落とすと、南宮に入って太極前殿に上った。兵を放って大掠奪を行い、宮人及び珍宝をことごとく収めた。劉曜は諸王公及び百官以下三万人余りを虐殺し、洛水の北に死体を積み上げて京観を築いた。また、懐帝と恵帝の皇后羊氏を捕らえ、平陽へ送還した。また、伝国の六璽も平陽へ送った。この事件を史書は永嘉の乱と呼ぶ。
劉聡は大赦を下し、嘉平と改元した。懐帝を丁重に扱い、特進・左光禄大夫に任じ、平阿公に封じた。

### 長安攻防
次に劉聡は、第二の都である長安攻略に取り掛かった。
8月、平西将軍趙染と安西将軍劉雅に騎兵2万を与え、南陽王司馬模のいる長安を攻撃させた。さらに、劉粲・劉曜が大軍を率いて後詰めとなった。趙染は潼関で晋軍を破り、将軍呂毅を討ち取った。漢軍が下邽に至ると、司馬模は趙染に降伏した。趙染は司馬模を劉粲のもとへ送った。9月、劉粲は司馬模と子の范陽王司馬黎を殺害し、衛将軍梁芬・長史魯繇・散騎常侍杜驁・辛謐・北宮純らを平陽に送った。劉聡は劉粲が司馬模を殺害したことに大いに怒った。劉粲は「臣は、司馬模が自らの天命を知ることが遅かったために殺害したのです。奴は首都洛陽の危機に際して、命を懸けて戦わなかった。これは天下の悪であることから誅したまでです」と言った。劉聡は「その通りではあるが、我は汝が降伏した者を誅殺したことで、もはや降伏しようと助からないと思われることを恐れているのだ。それに、天道とは神に通じる者であり、我々に天命を理解することなどできぬ」と諭した。劉曜を車騎大将軍・開府儀同三司・雍州牧に任じて中山王に改封して長安を守らせた。また、王弥を大将軍に任じて斉公に封じた。
10月、石勒が王弥を殺害してその軍を吸収し、劉聡へは王弥が反逆したため討伐したと上表した。劉聡は激怒し使者を派遣すると、石勒が勝手に漢の重臣を殺害したことで上意を無視していると責めた。だが、石勒は既に河北において一大勢力を築き上げており、劉聡は彼が離反することを大いに恐れた。そのため、結局は石勒を許し王弥の軍を統合することも認め、鎮東大将軍・監并幽二州諸軍事・領并州刺史に任じた。
同月、劉曜が長安に入ると、晋の安定郡太守賈疋を始め、諸々の氐族・羌族は皆人質を送ったが、雍州刺史麹特と新平郡太守竺恢だけは降伏しなかった。また、晋の従事中郎索綝・護軍麹允・頻陽県令梁粛も劉曜に与するのを善しとせず、京兆の南山から安定郡へ逃走を図った。途中、陰密で賈疋の差し出した人質と出会うと、彼らを連れて臨涇に引き返した。彼らは賈疋に晋室復興に協力するよう要請し平南将軍に推挙すると、5万を率いて長安を攻撃した。扶風郡太守梁綜および麹特・竺恢らもこれに呼応して10万を率いて合流した。劉曜は劉雅・趙染を派遣して防がせたが、敗れて帰還した。劉曜は長安の精鋭を率いて諸将と共に黄丘で戦ったが大敗を喫した。自らも流れ矢にあたり、甘渠まで退いた。賈疋はさらに漢の涼州刺史彭蕩仲を攻撃して殺した。麹特は王禿・紀特らを新豊に派遣して劉粲を攻撃すると、劉粲は平陽に帰還した。劉曜は池陽を陥れ、1万人余りを攫うと、長安に籠った。
12月、豫州刺史の閻鼎らは晋の秦王司馬鄴を皇太子に奉り、雍城に入ると関中の民は晋・胡族関係なく皆これに応じた。

### 暴政の兆し
312年1月、呼延皇后が亡くなると、劉聡は王育・任顗・朱紀・馬景ら国家の重鎮の娘6人を後宮に入れた。太保劉殷の娘まで後宮に入れようとしたが、同じ劉姓であったことから劉乂が固く諫めた。劉聡は年老いた伯父の太宰劉延年・太傅劉景にこのことを問うと、劉景らは「臣は太保の劉殷が周王室系の劉の康公（姫季子）の子孫であると聞いております。陛下の家系とは違っておりますので、何の問題もないでしょう」と答えた。劉聡は大いに喜び、大鴻臚の李弘を遣わして劉殷の娘2人（劉英と劉娥）を左右の貴嬪とし、昭儀より上位に置いた。また、劉殷の孫娘4人を貴人とし、貴嬪に次ぐ位とした。劉聡が劉弘へ「この女たちは皆、容姿が絶世のものである上に徳も世に冠たるものである。朕と太保劉殷とは別の家系であるから彼女らを娶ったのだが、卿はどう思う」と問うと、劉弘は「陛下とは姓が同じであるだけですので何も問題ないでしょう。魏の司空であった王基は当時における大儒で礼にも通じていましたが、同姓ながら家系の異なる太原の王沈の娘を子のために妻に迎えました」と言った。劉聡は大いに喜び、李弘に黄金六十斤を下賜して「卿はこの事を朕の子弟に伝えるように」と言った。6人の劉氏への寵愛は後宮を傾ける程であり、劉聡はめったに外へ出なくなり、政務を顧みなくなった。国事は全て中黄門が上奏して、左貴嬪の劉英がこれを認可した。
この頃から劉聡に暴虐な振る舞いが増えた。左都水使者である襄陵王劉攄は食膳に魚蟹を供出しなかったという理由で死罪となった。将作大匠である望都公靳陵は温明殿と徽光殿の完成が遅かったという理由で斬られた。
劉琨の牙門将邢延が新興郡ごと漢に降伏し、劉聡に并州攻撃を求めた。劉聡は鎮北将軍靳沖・平忠将軍卜珝を派遣して晋陽を攻め、包囲した。
3月、代公拓跋猗盧が兵を率いて晋陽救援に向かった。漢軍は敗れて晋陽から撤退した。
劉聡の遊猟には節度がなく、朝早くに出かけて夜に帰った。汾水で漁の見物を行い、夜になっても灯りをともし続けた。中軍の王彰は「大難は未だ鎮まっておらず、晋の残党が長安におります。しかしながら、陛下は白竜魚服の災いを忘れ、いつも夜遅くまで帰られません。陛下は先帝の苦労をよく考え、これを受け継ぐべきです。そうすれば、自然と天下の民は情を寄せてきます。にもかかわらず、なぜ自ら成功の道を閉ざすのでしょうか。なぜ堕落の道を選ぶのでしょうか。最近の陛下の振る舞いを観ますに、臣はひどく心を痛めております。人々の心はまだ漢だけに傾いておらず、晋を懐かしむ者もおります。そのうえ、劉琨は遠からぬ地にあり、すぐにでも刺客を送り込むことができます。帝王であろうともひとたび身辺を手薄にして外出すれば、一夫の者でも敵となり得ます。どうか陛下には今までの行いを改め、善行を積んで民の幸いに助力されますように」と諫めた。これを聞いた劉聡は激怒して彼を処刑するよう命じた。だが、上夫人の王氏が叩頭して助命を嘆願したため、命だけは助け、獄に繋ぐよう命じた。母の張氏は劉聡が怒りに任せて刑を乱発するので、大いに心を痛めて三日に渡って食事を取らなかった。また、弟の劉乂や子の劉粲も、劉聡を厳しく諫めた。劉聡はまた怒り「朕が夏の桀王、殷の紂王、周の幽王や厲王のような暴君だというのか。汝らはなぜこのようなやつのために涙を流すのだ」と言った。太宰の劉延年を始め諸公卿列侯100人余りが劉聡の前に赴き、みな冠を外して涙を流しながら「光文帝（劉淵）は、聖なる武をもってよって期を見定めて大業を興しました。だが、天下はいまだ定まらず、陛下はその徳によって事業を受け継ぎ、東に洛陽を、南に長安を平定しました。その功績は周の成王に匹敵し、徳は夏の啓王を超越しております。さながら唐・虞（堯と舜）を見ているようです。しかし近年は、僅かな誤りで王公を処刑し、直言をしたことで大将を獄に繋ぎました。また、遊猟にも節度がなく、朝政を顧みようとなさりません。臣らにはその意味を理解することができず、心を痛めて寝食を忘れるほどであります」と固く諫めて言った。ここに至って、ようやく劉聡は怒りを収めて王彰を許した。
劉聡は「あの発言は酔っての事であり、本心ではない。卿らの諫言がなければ、朕は過失に気がつかなかっただろうな」と言い、それぞれに帛百匹を下賜し、王彰は釈放された。侍中が劉聡の言葉を王彰に伝え「先帝は君を左右の手の如く頼ってきた。朕は君の功績を忘れたことがない。今回の事は気にせず、今後も国のために直言してほしい。君を驃騎将軍に任じ、定襄郡公に封じることにする」と述べた。
安北将軍の趙固と平北将軍の王桑は、長史の臨深を人質として劉琨に送り、帰順を願い出た。劉琨は趙固を雍州刺史に、王桑を豫州刺史に任じた。

### 懐帝殺害
劉聡は懐帝を儀同三司・会稽郡公に封じ、懐帝の側近である庾珉らにも官職を与えた。また、懐帝を招き「卿が豫章王であったとき、朕は卿に接見した。王武子（王済）が朕を紹介すると、卿は以前からその名を聞いていたと言ったな。卿は楽府の歌を朕に示し、『君は辞賦が得意と聞く。試しにこの作品を見てみるように』と言い、朕は王武子とともに『盛徳頌』という詩を作り、卿はこれを称賛した。また、皇堂での射術に誘われたこともあったな。朕が十二本、卿と王武子は九本を命中させた。卿は朕に弓を贈ったが卿は覚えておるかね」と話した。懐帝は「臣が忘れるはずなどありません。ただ一つ残念なのは、もっと早くその龍顔（皇帝の顔）を知ることができなかったということです」と答えた。劉聡は「卿の一族は骨肉の争いを繰り返したが、どうしてこうなったと思う」と問うた。懐帝は「これは人事によらず天意によるものです。大漢は天意に応じたのであり、そのために臣の一族は互いを駆除したのです。もし臣の一族が武帝の大業を継いで九族が協力し合ったならば、陛下の今日はなかったでしょう」と返した。夕方になると懐帝は退出した。劉聡は、年小の劉貴人を懐帝へ下賜して「彼女は名公の孫であり、特別に卿の妻とするので大切にするように」と述べ、劉氏を会稽国夫人とした。
4月、賈疋・麹特らが長安を数カ月に渡って包囲すると、劉曜は幾度も破れ、士女8万家余りを引き連れて平陽に戻った。漢軍が撤退すると、司馬鄴は長安に入った。
鎮北将軍靳沖を派遣して太原を攻撃させ、平北将軍卜珝をその後詰とした。靳沖は太原攻略に失敗し、その責任を全て卜珝に擦り付け、彼を処刑した。劉聡はこれを聞くと大怒し「卜珝は朕でさえ刑を加えることができない貴人である。靳沖は一体何様のつもりか」と言い、御史中丞浩衍に節を与えて派遣し、靳沖を処刑した。
劉曜に晋の司徒傅祗が守る三渚を攻撃させ、右将軍劉参に郭黙が守る懐城を攻撃させた。傅祗が病死すると城は陥落し、劉曜は二万戸余りを平陽に移住させた。劉聡は傅祗に太保を追贈し、傅祗の孫である傅純・傅粋を給事中に任じ、傅祗の子である傅暢へ「尊公（傅祗）は天命を全うできなかったが、主君に忠を尽くしたから、朕はこれを顕彰する。晋主は既に降伏しており、天命の支えはない。にもかかわらず、尊公は漢の南方を荒らし、国境を動揺させた。これはまさしく罪であるが、朕はその元悪に官位を追贈し勲功を与え、逆臣の孫を登用した。卿もこれで漢の徳を知ることができたのではないか」と言った。傅暢は「陛下が先臣を称賛される度に、その忠節を明らかにされたことの大恩を感じます」と言った。
6月、劉聡は貴嬪の劉英を皇后に立てようとした。だが、張皇太后が貴人の張徽光を皇后に立てるよう望んだため、やむなく従った。
子の河間王劉易を車騎将軍に、彭城王劉翼を衛将軍に任じ、近衛兵を統率させた。また、高平王劉悝を征南将軍に任じて離石を守らせ、済南王劉驥を征西将軍に任じて平陽西に西平城を築いて守らせ、魏王劉操を征東将軍に任じて蒲子を鎮守させた。
劉琨に降った趙固と王桑は再び漢に帰順しようと思い、劉聡に救援を依頼した。劉聡は鎮遠将軍梁伏疵を派遣したが、漢軍が到着する前に王桑の長史臨深と将軍牟穆が兵1万を率いて晋の魏郡太守劉演に投降した。趙固は梁伏疵と合流して西に向かったが、王桑は漢に帰るのを止め、兵を率いて東の青州に逃走した。趙固は兵を派遣して王桑を追撃し、曲梁で殺した。王桑の残兵は張鳳に率いられて劉演に投降した。劉聡は趙固を荊州刺史・領河南郡太守に任じ、洛陽を守らせた。
8月、劉易・劉粲・劉曜らを派遣し、晋陽の劉琨を攻撃させた。劉琨は張喬に防戦させたが返り討ちに遭い、太原郡太守高喬らは晋陽ごと劉粲に降伏した。劉琨は常山へ撤退し、義兄弟の代王拓跋猗盧へ救援を要請した。
劉粲と劉曜は晋の尚書盧志・侍中許遐・太子右衛率崔瑋を捕えて平陽に送った。劉聡は劉曜を車騎大将軍に戻し、前将軍劉豊を并州刺史に任じて晋陽の守備を命じた。
9月、盧志を太弟太師に、崔瑋を太傅に、許遐を太保に、高喬と令狐泥を武衛将軍に任じた。衛尉の梁芬が長安に投降した。
10月、劉烜を代王に、劉逞を呉王に、劉朗を潁川王に、劉皋を零陵王に、劉旭を丹陽王に、劉京を蜀王に、劉坦を九江王に、劉晃を臨川王に封じた。また、王育を太保に、王彰を太尉に、任顗を大司徒に、馬景を大司空に、朱紀を尚書令に、范隆を左僕射に、呼延晏を右僕射に任じた。
同月、拓跋猗盧は拓跋六脩・拓跋普根らを前鋒として派遣し、拓跋猗盧は20万を統べ後継となり、狼猛に至った。劉粲は恐れて逃走し、劉曜は汾東で大敗を喫した。討虜将軍傅虎は劉曜の身代わりとなり、劉曜はかろうじて撤退できた。11月、拓跋猗盧は追撃し、藍谷で劉粲を破った。征虜将軍の邢延を始め、劉儒・劉豊・簡令・張平が討死し、鎮北将軍の劉豊が捕縛された。劉粲の参軍盧諶が劉琨に投降すると、劉聡は盧諶の父である盧志と弟の盧謐・盧詵を処刑し、戦死した傅虎に幽州刺史の官位を追贈した。
12月、張氏を皇后に立て、父の張寔を左光禄大夫に任じた。
彭天護が少数民族を率いて賈疋を攻撃した。彭天護はわざと途中で撤退し、賈疋は追撃するも夜の山路で谷に落ちた。彭天護は賈疋を捕えて殺害し、功績により劉聡は涼州刺史に任じた。
313年1月、関中の司馬鄴政権が活発となると、劉聡は次第に懐帝を疎ましく思うようになった。劉聡は光極前殿において懐帝に命じ、人々に酒を注がせた。光禄大夫の庾珉・王儁らは立ち上がって慟哭したために、劉聡はこれを不快に思った。この時期、王儁らが平陽で劉琨に呼応しようと謀っていると密告する者がおり、劉聡は懐帝を毒殺し、王儁を始め晋の旧臣10人余りを誅殺した。また懐帝に賜った劉夫人を自らの貴人に戻し、境内の死罪以下に大赦を施行した。
劉聡の母の張氏が死に、光献という諡号を贈った。姪の張皇后も暫くして亡くなり、武孝と諡された。

### 女色に溺れる
3月、劉娥を皇后に立てると、彼女のために皇儀殿を建造すると宣言した。
陳元達は難く諫めて「臣は、古代の聖王というものは国を家の如く愛し、そのために天がこれを子のように助けるのだと聞きおよんでおります。天が民に君主を立てるのは、父母となりてこれに刑賞するためであって、億兆の民を一人に奉仕させるためでは決してございません。 晋は非道をなして人民を草芥のように見ていたために、天によって命脈を断たれたのです。そのため、漢によって人々は休息を得て希望を持つことができたのです。わが高祖光文皇帝は民のために心を痛め、それが故に自らも、先皇后も質素に振る舞われ、南北宮を建てた時も、群臣の請願があってはじめて行ったのです。今や光極殿で充分であるのに、昭徳・温明以後六宮まで至りました。陛下が即位されて以来、外は二京（洛陽・長安）を攻撃しながらも内にあっては宮殿四十カ所余りを建立されております。飢饉疾疫が重なって死者が続出し、外において兵は疲労し内においては人が怨みを抱いているのに、どうしてこれが父母の振舞いと言えるでしょうか。晋は滅んだとは言え、残党は西は漢中・南は江南により、李雄は巴蜀を占有し、王浚・劉琨は隙を窺い、石勒・曹嶷からの朝貢も次第に疎遠となってきております。伏して詔を聞きますに、新たに中宮を立てられるとのことですが、臣らにとって誠に楽しみとするところです。ですが、いまだに大難がまだ平定されておらず、今は宮殿を造営すべきではありません。臣が聞くところによれば前漢の太宗（文帝）が高祖（劉邦）の事業を継いだ後、恵呂の役の後で四海の富、天下の繁栄をもってしてもなお百金の費えを惜しんで不朽の業をなしたのです。陛下の有する地は太宗に遠く及びません。戦守の備えも、太宗の時のように匈奴と南越だけではないのです。それなのに、宮室の奢侈がここまでに至りました。臣が敢えて死を恐れずに申し上げるのは不測の禍をおそれるからです」と述べた。
これを聞いた劉聡は激怒して「朕は万事の主となって一宮殿の造営をするのに、どうして汝のような鼠子に問うことがあろうか。この男を殺さねば朕の心は乱れたままで、朕の宮殿も完成などするまい。その妻子とともに引き出して斬り、東市にさらしてから鼠と一緒に穴に埋めてしまえ」と汚く罵り、陳元達の妻子とともにこれを処刑しようとした。この時、逍遙園に李中堂があったが、陳元達は李中堂下の樹にしがみつくと「臣の申し上げるところは社稷の計であるのにもかかわらず、陛下が臣を殺されるならば、上は天に訴え、下は先帝に訴えます。朱雲はかつて『臣は地下において龍逢や比干と知り合うことができれば満足です』と言いましたが、陛下は誰と知り合うことになるのでしょうか」と叫んだ。
陳元達は鎖を腰に下げており、鎖を樹に巻きつけていたために、劉聡の左右の者が連れ出そうとしても動かなかった。太宰劉易・大司徒任顗・光禄大夫朱紀と范隆は出血するまで叩頭してこれを諫めた。また、劉娥も後堂でこれを聞くと、密かに中常侍を遣わして刑の執行を中止させ、劉聡へ手書して「後宮の宮殿は整っており、既に十分すぎるほどです。四海が未だ平定されておらぬ今、陛下には何とぞ民を慈しまれますよう。廷尉の言葉は真に社稷の臣であり、称賛されるべきものです。にもかかわらず、これを誅殺してしまえば、四海の民は陛下を何と罵るでしょうか。忠臣が諫言を進める時は、わが身を顧みないもの。そして、これを拒む人君も、わが身を顧みないのです。陛下は妾の為に宮殿を築き、そのために忠臣まで誅殺されます。今後、忠臣が口を閉ざしてしまうとしたら、それは妾のせいに他なりません。遠近の人々の怨念も公私の困弊も妾に集まるでしょう。そして、社稷を滅亡の危機へ追いやるのも妾になります。天下の罪が全て妾に由来しますのに、妾はどこに立つ瀬がありましょうか。古の国が滅んだ原因を見ますに、その殆どが婦人に由来します。妾はいつもこれを心に疾んでおりました。それが今、自らが同じ事をしようとしております。 妾はいつも古の婦人を蔑んでみておりましたが、これからは妾自身が後世の人々から見られます。 妾は何の面目あってあの世に行けましょうか。願わくは陛下、どうか妾に死を賜ってくださいませ。そしてそれを以て陛下の行き過ぎを塞がれますよう」と諫めると、劉聡はようやく過ちに気づき、愕然とした。
しばらくした後、劉聡は子の劉易らに「朕は最近心を病んでおり、喜怒が度を過ぎると自制が利かなくなってしまったのだ。諸公はよくぞ諫めてくれた。そなたらこそ、補弼の臣と言うべきである。朕は我が心に恥ずかしい。生涯これを忘れはしない」と謝罪した。そして、陳元達を召し寄せると謝罪し、劉娥の手記を手渡し「外では公のような者が支え、内では后が助ける。朕には何の憂いもありはしないな」と語った。また、逍遙園を納賢園に、李中堂を愧賢堂と名を改めた。
4月、晋の愍帝が長安に即位した。劉聡は劉曜と司隷校尉喬智明・武牙将軍李景年らを派遣して長安を攻撃させ、趙染にも軍を率いて続かせた。
6月、劉琨と拓跋猗盧が陘北で会合し、漢攻略の方策を練った。7月、劉琨は藍谷に進み、拓跋猗盧は拓跋普根を派遣して北屈に駐軍させた。劉琨は監軍韓拠に命じ、西河から南下して西平城に向かわせた。 劉聡は大将軍・劉粲に劉琨を、驃騎将軍劉易に拓跋普根を防がせ、蕩晋将軍蘭陽に西平城を救援させた。劉琨らは漢軍が動いたと知ると退却した。
9月、晋の大都督麹允は黄白城に拠っており、劉曜・趙染は幾度も破った。晋の征東大将軍索綝は兵を率いて麹允の救援に当たった。10月、趙染は前鋒大都督・安南大将軍となり、精鋭の騎兵5000を率いて長安を奇襲した。その途上、晋軍を渭陽において撃ち破り、将軍王広を討ち取った。夜に乗じて長安外城に入ると、愍帝は射雁楼に逃れた。趙染は、龍尾山下の晋軍の諸陣営を焼き払い、1000人余りを殺害して財貨を奪った。明け方、逍遙園に駐屯した後、趙染は軍を返した。麹鑒が追撃を掛けるも、霊武で劉曜に遭遇し、麹鑒は大敗した。11月、劉曜はこの勝利に驕って備えを設けておらず、麹允が兵を率いて奇襲すると、 大敗を喫して冠軍将軍の喬智明が殺害された。劉曜は平陽に帰還した。
劉曜は河南尹に出兵し、石梁で魏浚を包囲した。劉演と河内郡太守の郭黙が救援したが、劉曜は兵を分けて黄河の北で迎えて撃ち、これを破った。魏浚は逃走したが、捕まって殺害された。
314年1月、流星が牽牛から出て紫微へ入り、平陽の北十里に墜落した。地面に激突した流星は長さ三十歩、広さ二十七歩の破片となった。劉聡はこれが気になって群臣へ「朕の不徳によってこのようなことが起きた。憚るところなく意見を言うように」と問うたところ、陳元達と博士の張師は「星変の異は、禍行の兆しと言われます。臣は、後宮に三后を立てた事が原因ではないかと恐れております。願わくは、陛下がこれを慎まれる事を」と進言した。すると劉聡は「流星は陰陽の理である。人事に何の関わりもない」と返答した。だが、この数日後に劉娥が亡くなった。これ以後、劉聡の女漁りはさらに激しくなり、後宮から秩序が失われた。

### 百官を整備
同月、丞相始め七公を設置し、嫡男の劉粲を丞相・領大将軍・録尚書事に任じ、晋王に進封して五郡を食ませた。江都王劉延年を録尚書六条事、汝陰王劉景を太師、王育を太傅、任顗を太保、馬景を大司徒、朱紀を大司空、劉曜を大司馬にそれぞれ任じた。輔漢・都護・中軍・上軍・輔軍・鎮衛・鎮京・前軍・後軍・左軍・右軍・下軍・輔国・冠軍・龍驤・武牙の十六大将軍を設置し、各々2000の兵卒を配備し、全て諸子を任命した。また左右の司隷を置き、各々に20万戸の領民を領させ、1万戸毎に内史を一人置いた。単于左右輔を置き、各々に夷狄10万落を領させ、1万落毎に都尉を1人置いた。左右選曹尚書を置き、選挙を掌握させた。以上の司隷以下6官について、その位は僕射に準じることにした。 また劉易を太尉に任じ、初めて相国の位を設置し、七公で勲徳のあった者が亡くなった際に贈ることとした。さらに御史大夫及び州牧を置き、位は公に等しいものとした。
5月、劉曜と趙染が長安攻略に向かった。6月、劉曜が再び渭水に赴き、趙染は新豊に拠った。索綝が兵を率いて迎え撃つと、趙染は敵を軽んじており、長史魯徽は諫めた。趙染は取り合わず、精騎数100を率いて迎撃したが敗れて帰還し、恥と悔しさの余りに魯徽を処刑した。劉曜はこれを聞いて大いに嘆いた。
劉曜と趙染が将軍の殷凱と共に数万の兵を率いて長安に向かうと、雍州刺史の麹允が馮翊で迎撃したが、敗れて撤退した。しかしその夜、麹允が殷凱の陣営に夜襲を掛け、殷凱は敗死した。劉曜は軍を戻して懐城の郭黙を攻め、米粟八十万石を収めてから三屯を連ねて包囲した。郭黙は食糧が尽きると妻子を人質に送って投降する旨を伝え、食糧を求めた。漢軍が郭黙に食糧を提供すると、郭黙は再び城門を閉じて城を守った。激怒した劉曜は郭黙の妻子を黄河に沈めると、攻撃を再開した。だが劉琨が派遣した参軍張肇が、鮮卑500騎余りを率いて到来した。また劉聡が使者を派遣して劉曜へ「長安はひとまず置いておくのだ。晋陽の劉琨こそ国家にとって先に除くべきものである。郭黙などは小醜に過ぎず公の神略を労する必要はないので、征虜将軍・貝丘王劉翼光を留めて包囲させ、公は帰還するように」と伝えたために、劉曜は蒲坂に兵を戻したが、劉聡はこれを招集して輔政させた。趙染が北地を攻めたが、城を攻める最中、矢に当たって戦死した。
11月、劉粲を相国に任じて百揆を監督させ、丞相の位を撤廃して相国と統合した。
太廟が完成すると、境内に大赦を行い、建元と改元した。

### 佞臣の暗躍
315年、劉聡は中護軍靳準の娘である靳月光と靳月華が共に殊色があることから、左右の貴嬪に立てた。数カ月後、靳月光を皇后に立てた。さらに後、靳月光を上皇后、貴妃劉氏を左皇后、右貴妃靳氏を右皇后に立てた。陳元達はこの立后について言葉を尽くして諫めたが、劉聡はこれを不快に思い、陳元達を右光禄大夫に任じ、表向きは賢人を優遇することを示しながら、実際にはその権限を奪った。太尉の范隆・大司馬の劉丹・大司空の呼延晏・尚書令の王鑒らが皆上表し、自らの地位を陳元達に譲ってでも、この人事を止めるよう懇願した。これを受けた劉聡は、仕方なく陳元達を御史大夫・儀同三司に任じた。
3月、東宮太師の盧志・東宮太傅の崔瑋・東宮太保の許遐は、皇太弟の劉乂へ謀反を勧めた。だが劉乂が従わなかったためにその計を取り止めた。東宮舎人の苟裕はこの一件を劉聡へ報告した。劉聡は盧志・崔瑋・許遐を獄に収め、他のことを理由として殺害した。また冠威将軍の卜抽に東宮を占拠させ、劉乂の朝廷への出入りを禁止した。劉乂は恐れ慄いてなすところを知らず、上表して庶民となることを願い、また晋王劉粲を太子とし、息子たちの領土も全て晋王へ献上すると伝えた。だが卜抽はその表文を通さなかった。
青州刺史の曹嶷が斉の地一帯を攻略し、その兵が10万余りを数えるようになると、石勒は曹嶷が二心を抱いているとしてこれを討つことを請うた。劉聡は石勒が斉の地を併呑することを恐れ、これを許さなかった。
8月、劉曜が盟津を渡って河南を攻撃すると、晋の将軍魏該は逃亡した。劉曜は進んで滎陽の李矩を攻め、李矩は将軍李平を成皋に派遣したが、劉曜はこれを滅ぼした。李矩は恐れを抱き、人質を送って降伏を請うた。劉曜はその後長安を攻めたが、幾度も晋軍に敗れ、軍を引いて帰還した。劉曜が上党郡に軍を進め、陽曲を攻めようとすると、劉聡が使者を遣わし「長安がいまだに余命を保っていることは国家の深く恥じるところである。公は長安を先にして、陽曲は驃騎将軍に任せるように」と述べた。劉曜は軍を転進して郭邁を討つと、劉聡のもとへ帰還した後に蒲坂へ赴いた。
9月、劉聡は大鴻臚を襄国に派遣し、河北に巨大勢力を構える石勒に弓矢を下賜するとともに、陝東伯に任じ、皇帝に代わって軍事を司り、刺史・将軍・郡県長を任命し、列侯を封じる権利を与えた。また年に一回、朝廷に報告することを命じた。
10月、劉曜は長安攻撃の為に再び軍を進め、粟邑に屯した。晋は麹允を大都督・驃騎将軍に任命して劉曜を防がせた。麹允の軍は餓えが酷く、黄白城を去って霊武に軍を置いた。劉曜が上郡を攻めると、太守張禹と馮翊太守梁粛は允吾に逃走した。関右の地はみな劉曜に応じ、劉曜は軍を進めて黄阜に拠った。
陳元達は上皇后靳月光が淫行を働いたことを上奏した。劉聡は靳月光を特に寵愛していたが、陳元達の勢を考慮して皇后から廃した。間もなく靳月光が恥じ入って自殺すると、劉聡はその容姿を追思し、陳元達を怨んだ。これ以降、劉聡と靳月光の父である靳準は、陳元達と不仲になった。
劉聡の中常侍王沈・宣懐・兪容、及び中宮僕射郭猗・中黄門陵修らは皆寵遇されていた。劉聡が後宮に籠って宴に明け暮れ、百日に渡って出ない程になると、王沈が朝政を仕切る様になり、群臣はみな王沈の発言をもって劉聡の意とした。このため功績のある旧臣が賞されず、奸佞の小人が二千石の官に至ることもあった。当時、連年に渡り戦争が続いた上、将士には賞賜がなく、後宮では僮僕にさえ数千万の賞賜が与えられるようになったために、群臣は大いに不満を抱いた。王沈らの車や衣服、また邸宅の豪華さは諸王を超えており、その子弟で庶民から内史や令長となる者が30人余りに及び、彼らは良民を迫害して財貨を着服した。靳準の一族も彼等に媚びへつらった。 
316年1月、劉乂に対し怨みを抱く郭猗は、劉粲に向けて「劉乂が大将軍らと共に3月に大宴会を開き、それをきっかけに造反するつもりです」と嘘の報告を行った。大将軍従事中郎の王皮、衛軍司馬の劉惇もこれに加担し、劉粲へ虚偽の進言をしたので、劉粲はそれを信用した。
また、靳準の従妹は劉乂の侍女となったが侍人と密通したために、劉乂は怒って彼女を殺し、このことでしばしば靳準を嘲笑した。靳準は恥じ入りながらも怒り、劉粲に対し、劉乂を誅殺して自身が皇太子になることを勧めた。また一計を案じて曰く。「あえて東宮の禁固を緩め劉乂が賓客と交流するのを許可し、軽薄な小人が劉乂に近づいて謀反を持ち込むのを待ち、その罪を暴露して劉乂と交流した者を捕えて責め、劉聡にそれを示すべし」と。劉粲はその言を採用して卜抽に命じ、東宮から兵を去らせた。
劉聡は315年の冬より朝政に出席しなくなり、軍事・政務に関しては全て劉粲に任せ、刑事の執行と官爵の授与については王沈・郭猗らを通して行わせた。しかし王沈はほとんど奏上せず、独断で決した。   
2月、劉聡は少府の陳休と左衛将軍のト崇を始め、特進の綦毋達、太中大夫の公師彧、尚書の王琰・田歆、大司農の朱誕らをみな誅殺した。彼らは王沈を始めとした宦官が忌み嫌っていた者たちだった。侍中の卜幹は泣いて劉聡を諫め「陛下は今まで賢人を求めて側近に侍らせてきましたが、今、一度に七人もの卿大夫を殺戮なされます。陛下は忠良な者を先に誅して後はどうされるのでしょうか。仮に彼等が有罪だとしても、陛下は裁判という正式な手順を踏まずに処罰なさるのです。天下の人々がどうして靡くでしょうか。それに詔は臣の職務ですが、今回の件では何の相談にも預かっておりません。昔、秦が三人の臣下を殺したとき、君子は秦の穆公が覇者になれないことを知ったのです。どうか陛下、よくお考え直しくださいませ」と言い、叩頭して流血した。王沈は卜幹を叱責し「卜侍中は詔を拒むというのか」と言った。劉聡はその諫言を聞き入れず、衣を引いて奥へ入ると、卜幹を免官して庶人に落とした。
太宰の劉易、大将軍の劉敷、御史大夫の陳元達、金紫光禄大夫の王延らは参内すると、「今、王沈らは常伯の位にあって生殺与奪の権を握り、その勢威は海内を傾かせるほどです。その愛憎によって詔を偽り、内にあっては陛下に諂い、外にあっては相国を佞しております。その威権は人主と変わらず、王公でさえ目をそばめ、卿宰ですら望塵の拝を取っております。彼らは人の推挙にも影響を及ぼし、実のある選挙が行われることはなくなりました。士卒が自らを取り上げるために政治では賄賂が横行するようになり、姦徒が集まり、忠善が毒されるようになりました。王琰らは忠臣であり、彼らが陛下に忠節を尽くしていることから、王沈らは自らの姦事が露見することを恐れて極刑に陥れたのです。陛下が賢察を垂れずに誅戮を加えてしまい、怨念は穹蒼に轟き、痛念は九泉に至り、悲嘆は四海に響き、賢愚はともに恐れ慄いております。王沈らはみな刑余の身（宦官の事）であり、背恩忘義の類です。どうして士人や君子のように恩に感じることがあるでしょうか。陛下はなぜ彼らを親しく近づけ、任用されているのでしょうか。昔、斉の桓公が易牙を任用した事により乱を招き、蜀漢の孝懐帝（劉禅）が黄皓を任用して滅びを招いたことがありましたが、これらは悪い前例です。ここ数年、地震や日蝕があり、血雨や火災があったのも全て王沈らが原因です。願わくは凶悪の者が刑事に参与する流れを断ち、尚書・御史に朝廷の万事に当たらせ、相国・公卿と五日に一日は政事について議し、大臣にはその言を包み隠さず発言させ、忠臣にはその意を通させますように。今、晋の残党は平定されず、巴蜀の地は従わず、石勒は趙魏の地に割拠する意思を密かに持ち、曹嶷は全斉の地に王たらんという心を抱いている上に、王沈らが大政を乱しております。陛下の心腹四肢で患いがない箇所はありません。王沈らの官を免じ、有司に付して罪を裁かれますように」と上奏した。
劉聡はこの上表文を王沈らに見せると、「陳元達が言うには、汝（王沈）らは痴れ者だそうだ」と笑いながら言い、そのまま対応することなく横になった。王沈は頓首して涙を流し「臣らは小人であって陛下の抜擢を受けましたが、王公朝士は臣らを仇のように憎んでおり、また深く陛下を恨んでおります。どうか臣らを廃して廷内の上下の和を結ばれますように」と言った。劉聡は「この文は偽りであり、卿はどうして恨まれることがあるというのか」と答えた。さらに嫡子の劉粲に問うと、劉粲は王沈らが王室に忠誠を尽くしていると盛んに称賛した。劉聡は大いに喜び、王沈らを封じて列侯とした。
劉易が再び上疏して固く諫めると、劉聡は大怒してその上表文を破り、劉易は父の行為への怒りの余りに憤死した。陳元達は大いに悲しみ、家に戻ると自殺した。

### 西晋の滅亡
7月、北地での飢饉が悪化して人々は互いに食い合うまでとなった。劉曜が北地郡太守の麹昌を包囲すると、羌酋軍須は軍糧を麹昌に供給したが、劉雅がこれを破った。麹允は歩騎3万を率いて北地に向かうも。劉曜が破った。劉曜が追撃を掛けると、磻石谷で再び破り、麹允は霊武に撤退し、劉曜は北地を占領した。北地を占領した劉曜は涇陽に進み、渭北の諸城が壊滅した。劉曜は建威将軍魯充・散騎常侍梁緯・少府皇甫陽を捕虜にした。
平陽でも飢饉が悪化し、10人のうち5〜6人が流亡するか餓死した。石勒は石越に騎兵2万を与えて并州に駐屯させ、流民を綏撫させた。これにより20万戸の民が石勒に帰順した。劉聡は黄門侍郎喬詩を派遣して石勒を責めたが、石勒はこれを無視して密かに曹嶷と結んだ。
劉聡が張氏の侍女である樊氏を上皇に立てた。この時、皇后は既に4人おり、皇后の璽綬が与えられた者も7人いた。朝廷の内外の綱紀が緩み、みな他人の顔色を窺い、各所で賄賂が横行し、軍隊が外に活動して国内は飢饉や疫病に悩まされているにもかかわらず、後宮への賞賜は1000万に及んだ。劉敷は何度も泣いて諫言したが、劉聡はこれを容れずにかえって怒り「汝は朝夕やって来て人の前で涙を流すが、人を死人のように扱うのか」と言った。劉敷は憂いと憤りのあまり病を発して亡くなった。
河東でも蝗害が大発生し、靳準が部下を率いてこの対処に当たった。蝗を捕えて土に埋めたが、その鳴き声は十里余り遠方まで聞こえ、蝗は再び土中から飛び出して豆を食い荒らした。これにより平陽の飢饉はさらに悪化した。
8月、安定郡太守の焦嵩等が長安救援に向かい、散騎常侍の華輯が京兆を始め4郡の兵を監督して灞上に駐軍したが、漢軍を恐れて前進を止めた。相国の司馬保は胡嵩に兵を与えて長安に向かわせ、霊台で劉曜を破った。しかし、胡嵩は麹允と索綝と対立しており、彼らの威勢が再び盛んになることを恐れ、攻撃を止めて槐里に戻った。劉曜は長安外城を攻め落とし、麹允と索綝は小城に撤退した。長安城は内外が遮断され、食糧が尽き、多数の死者が出た。
9月、劉聡は群臣を招いて光極殿で宴を開き、劉乂に謁見させたが、劉乂が酷くやつれて泣きながら陳謝するところを見て劉聡も涙を流し、酒を勧めて歓を極め、以前通りに遇するようになった。
11月、愍帝は遂に降伏を決意し、侍中の宋敞を遣わして劉曜に書状を送った。愍帝は羊車に乗り、降伏の礼を整えて出降した。愍帝が平陽へやって来ると、劉聡は光禄大夫に任じ、懐安侯に封じた。劉曜に黄鉞を下賜し、大都督・陝西諸軍事・太宰に任じ、秦王に封じた。
劉粲に命じて太廟（劉淵の墓）に報告させ、境内に大赦を施行し、麟嘉と改元した。

### 劉乂の死
317年1月、漢軍が長安から東に兵を派遣して弘農郡を攻撃した。太守の宋哲は江東に逃走した。
2月、劉聡は従弟の劉暢に晋の滎陽郡太守李矩を攻撃させた。劉暢は韓の古砦に駐軍すると李矩に使者を送った。李矩は偽って劉暢に降伏し、喜んだ劉暢は宴会を開いた。諸将が酔い潰れた頃、李矩が夜襲を仕掛け、勇士1000人を選ぶと郭誦に命じて劉暢を攻撃させた。漢軍は大敗して数1000人が斬られ、劉暢は敗走した。
3月、劉粲は王平に命じて「詔によれば都に異変が起ころうとしております。武具を集めて備えられますように」と劉乂に向かって発言させた。劉乂はこれを信じ、宮臣に命じて宮殿に武具を集めさせた。劉粲は使者を靳準・王沈のもとへ派遣して「王平によれば東宮が非常事態に備えているとのことだが、どうすべきか」と問うた。靳準がこれを報告すると、劉聡は大いに驚き「そのようなことがあるのか」と言った。王沈らが声を揃えて「臣らは久しくこのことを聞き知っておりましたが、陛下が信用されないことを恐れていたのです」と言った。劉聡は劉粲に命じて東宮を包囲させた。劉粲は王沈・靳準に命じて氐族・羌族の酋長10人余りを捕えて肉刑を加えさせ、劉乂と共に反逆を謀ったと嘘の自白をさせた。また、劉乂と親しくしていた大臣および官属数十人が誅殺されたが、彼らはみな靳準や宦官たちが普段から憎んでいた人々だった。劉聡が王沈らに対して「今になって卿らがいかに朕に対して忠誠を尽くしていたかを知った。さきに言を用いなかったことから知っていても言わないことのないように」と言った。
4月、劉乂は廃されて北部王に降格となった。間もなく、劉粲の命令で靳準が刺客を放って、劉乂は殺害された。
劉乂は温厚な性格で、寛大な人柄であったために、多くの兵卒から慕われていた。 劉乂が殺害されたと聞くと、異母兄の劉聡は慟哭して「朕の兄弟で残るはただ2人となっていたのに、相容れることができなかった。どうやって天下に朕の心を知らしめることができようか」と嘆いた。
この一件で東宮四衛の兵1万5000人余りを生き埋めにして殺し、このため平陽の町は空虚となった。また、氐族・羌族の10万部落余りが反乱を起こし、靳準を行車騎大将軍としてこれを討伐させた。
劉聡の領域内において蝗が大発生し、平陽や冀州・雍州で最も酷かった。靳準がこれの対処にあたったが、その最中二人の子が突然死亡したという。
7月、殊死以下に大赦を施行し、劉粲を皇太子に立て、相国・大単于に任じ、以前通りに朝政を統べさせた。

### 愍帝殺害
8月、趙固が晋の衛将軍華薈を臨潁で破って殺害した。だが、長史の周振と対立し、騎兵1000人を率いて晋に降り、李矩の命により洛陽を守った。
10月、上林において猟を行い、愍帝を車騎将軍に任じて戎服を身につけて戟を手にして先導させると、見世物にした。晋の旧臣はそれを見て嘆き悲しんだ。劉粲は劉聡へ「昔、周の武王が殷の紂王を殺したのは、敵対勢力が紂王を擁立することを恐れたからです。今司馬氏が江南に跨拠し、趙固・李矩がともに反逆していますが、兵を起こす者はいずれも司馬鄴救援を名目としております。彼を除いてその望みを絶つべきです」と進言した。劉聡は「朕は以前、庾珉らを殺したが、晋を支持する者はまだ多い。これ以上性急に殺すべきではない。しばらく様子を見るべきだ」と述べた。
12月、光極殿に群臣を集めて宴を開き、愍帝には酒を注がせたり、杯を洗うよう命じた。また、劉聡が厠に入った時は、蓋をとるよう命じた。その姿を見て晋の旧臣が慟哭し、尚書郎の辛賓が席を離れて愍帝を抱きかかえた。劉聡は怒って辛賓を処刑した。
趙固・郭黙が河東を攻めると、右司隷の人3万人余りが、牧馬を盗み妻子を引き連れて逃走した。騎兵将軍の劉勲がこれを追撃して1万人余りを殺し、趙固・郭黙は兵を引いて帰った。劉頡はこれを追撃したが、趙固に敗れた。
劉粲と劉雅らは歩騎10万を率いて小平津によると、趙固は「劉粲を捕えて天子を取り返すのだ」と宣言し、劉聡はこれを知って不快がった。これを聞いて劉粲が劉聡に上書し「司馬鄴が死ねば民の希望もなくなり、李矩や趙固も利用できなくなります。そうすれば、やつらは戦わずして自滅するでしょう」と進言して。これを受け、劉聡は司馬鄴を処刑した。劉粲らは趙固の守る洛陽を攻撃し、趙固は陽城山へ撤退した。

### 最期
318年3月、李矩が郭黙・郭誦に命じて趙固を救援させ、耿稚・張皮を密かに渡河させて劉粲を襲った。貝丘王の劉翼光がこれを察知して劉粲に告げたが、劉粲は備えなかった。この夜、耿稚らが劉粲の軍を襲って破り、劉粲は陽郷に撤退し、耿稚は劉粲の砦に軍糧を集めて拠った。劉雅はこれを聞いて駆けつけ、砦外に陣営を設けて耿稚と対峙した。劉聡が劉粲の敗北を聞いて太尉范隆に騎兵を率いて赴かせると、耿稚らは恐れて5000の兵を率いて包囲を突破し、北山に逃走して南へ向かった。劉勲がこれを追撃し、河陽で戦って耿稚を大破して3500人を殺害し、また河に投じて死亡した晋兵も1000人余りに及んだ。
平陽の螽斯則百堂で火災が発生し、劉聡の子である会稽王劉衷以下21人が焼死した。劉聡はこれを聞いて悲しみのあまり気絶し、しばらくしてようやく意識を回復した。
驃騎大将軍・済南王の劉驥を大将軍・都督中外諸軍事・録尚書事に任じ、衛大将軍・斉王劉勱を大司徒に任じた。
中常侍王沈の養女が14歳で非常に美しく劉聡は彼女を左皇后に立てた。尚書令の王鑒・中書監の崔懿之・中書令の曹恂らが諫めて「王たるもの天の徳を持ち、后たるもの地の徳を持つと言います。命ある時は宗廟を守護し、死した後は陵墓により守られます。世に優れた徳を持つ人間を選び、衆の望に叶ってこそ、神祇の心は賞賛を受けるのです。戦国趙の孝成は心の望むままに身分の低い女子を后としたために王統の断絶し、社稷の傾きを招いたのです。大漢の禍もこれに他なりません。麟嘉以来、中宮の位は徳を持って選んでおりません。特に今回は、刑余りの小醜である王沈やその弟女が朝廷を汚しているというのに、その下女などを入れるべきではありません。六宮の妃嬪は皆公子公孫であるのに、どうして下女を入れようというのでしょうか。臣は国家に禍が訪れることを恐れます」と言った。
劉聡はこれを聞いて激怒し、宣懐を劉粲の下へ派遣し「王鑒らは国家を侮って狂言を口にしております。君臣上下の礼も失しており、速やかに対処しますように」と言い、劉粲は王鑒らを捕らえてて東市に送った。金紫光禄大夫の王延が急行して劉聡を諫めようとしたが、門衛が通さなかった。王鑒らの刑の執行に際して王沈が杖をもって王鑒を叩き「庸奴め。もう悪事は起こせまい。お前のような者と長年共にしておったとはな」と詰った。王鑒が目を瞋らせてこれを叱咤して「豎子め。漢を滅ぼす者は汝ら鼠輩と靳準である。先帝に訴えて汝らを地下において捕えるだろう」と言った。また、崔懿之は「靳準の容姿を見るに必ずや国の患いとなるだろう。汝も人を食らったからには、必ずや人が汝を喰らうだろう」と言い放った。王沈は彼らを処刑した。劉聡はさらに中常侍宣懐の養女を中皇后に立てた。
7月、劉虎が朔方から代王拓跋鬱律の西部を攻撃するも、返り討ちに遭った。劉虎は逃走し、従弟の劉路孤は部落を率いて拓跋鬱律に帰順した。
同月、劉聡は病に倒れた。劉聡の少子で既に亡くなっている劉約の幻覚がしばしば見られるようになったという。劉曜を丞相に、石勒を大将軍に任じて、二人を録尚書事に任じ、遺詔を与えて政治を輔けるよう命じたが、二人とも固辞した。その為、劉曜を丞相・領雍州牧に、石勒を大将軍・領幽冀二州牧に任じたが、石勒は今度も辞退した。劉景を太宰に、劉驥を大司馬に、朱紀を太傅に、呼延晏を太保に任じて、録尚書事に任じた。また、范隆を尚書令・儀同三司に任じ、靳準を大司空・領司隷校尉に任じて尚書の奏事を裁決させた。
間もなく劉聡は亡くなった。在位すること9年で昭武皇帝と追諡し、廟号を烈宗とした。
太子の劉粲が後を継いだが在位1カ月で靳準に殺害され、漢は動乱状態に陥った。劉曜と石勒が靳準を討って混乱を収拾したが、やがて華北は劉曜（前趙）と石勒（後趙）の争いの舞台となった。

## 逸話
- 母の張氏は劉聡を身籠っていた時、太陽が懐に入っていく夢を見た。目が覚めた後、彼女はこの事を劉淵に告げると、劉淵は「これは吉兆であるな。他の者には黙っているようにしなさい」と言った。15ヶ月後に劉聡が生まれると、夜に白光が生じるという異常現象が起きたという。また、劉聡の容貌は普通ではなく、左耳には二尺余りの長さで光沢のある一本の白毛が生えていたという。
- 劉聡の少子劉約が亡くなったが、一本の指だけが暖かいままだったために葬らずにいた。その後、突然劉約が息を吹き返し「不周山において祖父（劉淵）と出会い、連れられて五日をかけて崑崙山に至り、三日をかけてまた不周山に戻りました。そこには壮麗な宮室に諸王公卿将相で死没した者が皆おり、蒙珠離国と号しておりました。また祖父が私に言うには『東方には遮須夷国があるが、久しく主がいないので汝の父を主にしようと思う。汝の父は三年後にこちらへ来るが、その後国内は大乱に陥って互いに殺し合い、我が一族は殆ど死亡して永明（劉曜）ら十数人だけが残ることになるだろう。汝はいったん戻るが、遠からずしてまた来ることになるだろうな』とのことでした。私は辞去して帰って来ましたが、途中で猗尼渠餘国という国を通過しました。その国主が私を宮に招き、皮嚢一枚を与えて『我はこれを漢皇帝に贈る』と言いました。私が帰ろうとすると、更に『劉郎は後年必ずここを通ることになる。その時には娘を妻として与えよう』と言いました。私は帰って来ると、皮嚢を机の上に置きました」と話した。劉約は蘇生した後、左右の者に命じて皮嚢を取って来させ、これを開くと中には白い玉があり、文があって書かれており「猗尼渠餘国天王が謹んで遮須夷国天王に後年会うための書を送る」というものだった。急いで劉聡に報告すると、劉聡は「もしそれが事実ならば、死を懼れることはあるまいな」と言った。晩年、劉聡は劉約の幻覚がしばしば見られるようになったという。劉聡はこれを不快がって劉粲に向かって「怪異がひどくなった。かつて劉約の言にあった妖がしばしば見られるからには、あの子が我を迎えに来るのだろう。人が死んでも精神があるならば死んでも悲しむことはない。今困難が平定されておらず、すぐに葬るように」と言った。劉聡が亡くなると、劉約の話した玉とともに葬った。
- 劉聡の暴政を暗示するためか、『晋書』には以下のような怪異な出来事が度々記載されている。

1. 314年1月、隕石の破片が平陽に墜落した後、その破片から臭いが発せられ、平陽にまで達した。また、破片の側からは昼夜関係なく哭声が聞こえた。ちょうど同じ時期、劉娥が一匹の蛇と一退匹の猛獣を産み、それらは走り出て人を殺害した。そのまま姿が見えなくなったが、しばらくして先に墜落した破片の傍らで発見された。その時、突然劉娥は亡くなり、破片が消えてなくなり哭声も止んだ。これ以降後宮が乱れたという。
2. 314年11月、平陽で地震が発生し、激しい風が起こって木を引き抜き家の屋根を破壊した。光義の人である羊充の妻が双頭の子を産んだ。羊充の兄はその子を食べ、その兄は三日後に亡くなった。
3. 315年初旬、漢の宮中で、鬼が夜哭きした。それは3日間続き、鬼の声は右司隸の屋敷に移った所で聞こえなくなった。
4. 315年中旬、平陽において地震が発生し、東宮には血雨が降った。血雨は広範囲に広がり、後に止んだ。
5. 316年初旬、突然漢の武器庫が一丈五尺の深さにまで陥没した。
6. 316年中旬、犬と豚が相国府の門、宮門、司隷、御史の門で交わった。豚は進賢冠をつけて劉聡の朝廷の席に昇った。犬もまた武冠をつけて綬を帯び、豚と共に朝廷に上った。その後、殿上において犬と豚は闘死した。宿衛の者でこの2匹が朝廷内に入るところを見た者はいなかったという。その後、劉聡の暴虐ぶりは甚だ激しくなり、何者も恐れなくなったという。
7. 316年末、漢の東宮の四つの門が理由もなく崩壊し、突然内史の女人が男に変じた。
8. 317年初旬、東宮において鬼が哭いた。また、南の一端が分岐した赤い虹が天にかかった。その虹は三日に渡って照り続け、各々に5色の光輪があり、甚だ鮮明であった。さらに、客星が紫宮を辿って天獄に入ってから消えるという異変が起こった。太史令の康相は劉聡に対して「虹が天に現れて南側分岐しており、三日に渡って照りました。また、客星が紫宮に入りました。これらは皆大きな異変であって遠からずこの示唆するものが起きるでしょう。今、虹が東西にわたっているということは、許洛以南の攻略を企ててはならないということです。南が別れているのは李氏が巴蜀に跨拠し、司馬睿が全呉の地に拠って天下が三分することを示しています。月は胡王を暗示しております。漢は二京を包括し、龍騰（英雄）や九五（天子の位）を得ましたが、次第に燕・代が精強となり、北朔の地に基盤を築き、太陰の変は漢域に至るでしょう。漢はすでに中原の地に拠って暦命に属しておりが、紫宮の異変に関しても他ではありません。石勒は趙魏の地を、曹嶷は東斉の地をそれぞれ狙っており、鮮卑の衆は燕代に分布しており、斉・代・燕・趙の地には皆強大となる気があります。どうか陛下には東夏の地、西南の地をお考えになりませんように。呉蜀は北侵することはできませんが、これはちょうど大漢が南へ向かえないのと同様です。今、都の守りは弱く、石勒の兵は精強であります。もし趙魏の精鋭をあげ燕の突騎をもって上党から来攻し、曹嶷が三斉の衆をもってこれに続いたら陛下はどうやってこれに対抗しようというのでしょうか。紫宮の変はここにあるのです。陛下にあっては、早くこれに対処されて、人に反逆の心が起きないようにする事を願います。陛下は詔を発し、外にあっては秦皇・漢武のように遠方を従え、内にあっては高帝が楚を図るが如く計を為していただきますよう。そうすれば、失敗することなどありましょうか」と進言した。劉聡はこれを聞くと大いに不快がったという。
9. 317年4月、劉乂の死後、汾河は大いに溢れ、千家余りが流された。また、東宮に災異が発生し、門閤宮殿が崩壊し跡形もなくなったという。
10. 318年中旬、螽斯則百堂で火災が起きた後の事、突然平陽の西明門が崩壊し、霍山が崩壊したという。
11. 318年7月、劉聡の死の直前に、鬼が光極殿で哭き、続いて建始殿でも哭いた。また、血雨が平陽で広さ十里にわたって降ったという。

## 宗室

### 后妃
- 正室：武元皇后呼延氏、武孝皇后張徽光、武宣皇后劉娥、左皇后劉氏、上皇后靳月光、右皇后靳月華、上皇后・弘道皇后樊氏、左皇后・弘孝皇后王氏、右皇后宣氏、皇后任氏、皇后朱氏、皇后馬氏、弘徳皇后武氏、（追封）武徳皇后劉英
- 側室：貴人張麗光（武孝皇后の妹）、貴人劉氏、貴人劉氏、貴人劉氏（後に司馬熾に賜婚した）

### 男子
- 河間王 劉易
- 河内王 劉粲（隠帝）
- 彭城王 劉翼
- 高平王 劉悝
- 勃海王 劉敷
- 河南王 劉驥
- 燕王 劉鸞
- 楚王 劉鴻
- 斉王 劉勱
- 秦王 劉権
- 魏王 劉操
- 趙王 劉持
- 呉王 劉逞
- 潁川王 劉朗
- 零陵王 劉皋
- 丹陽王 劉旭
- 蜀王 劉京
- 九江王 劉坦
- 臨川王 劉晃
- 会稽王 劉衷
- 東平王 劉約